# Воллес і Громіт

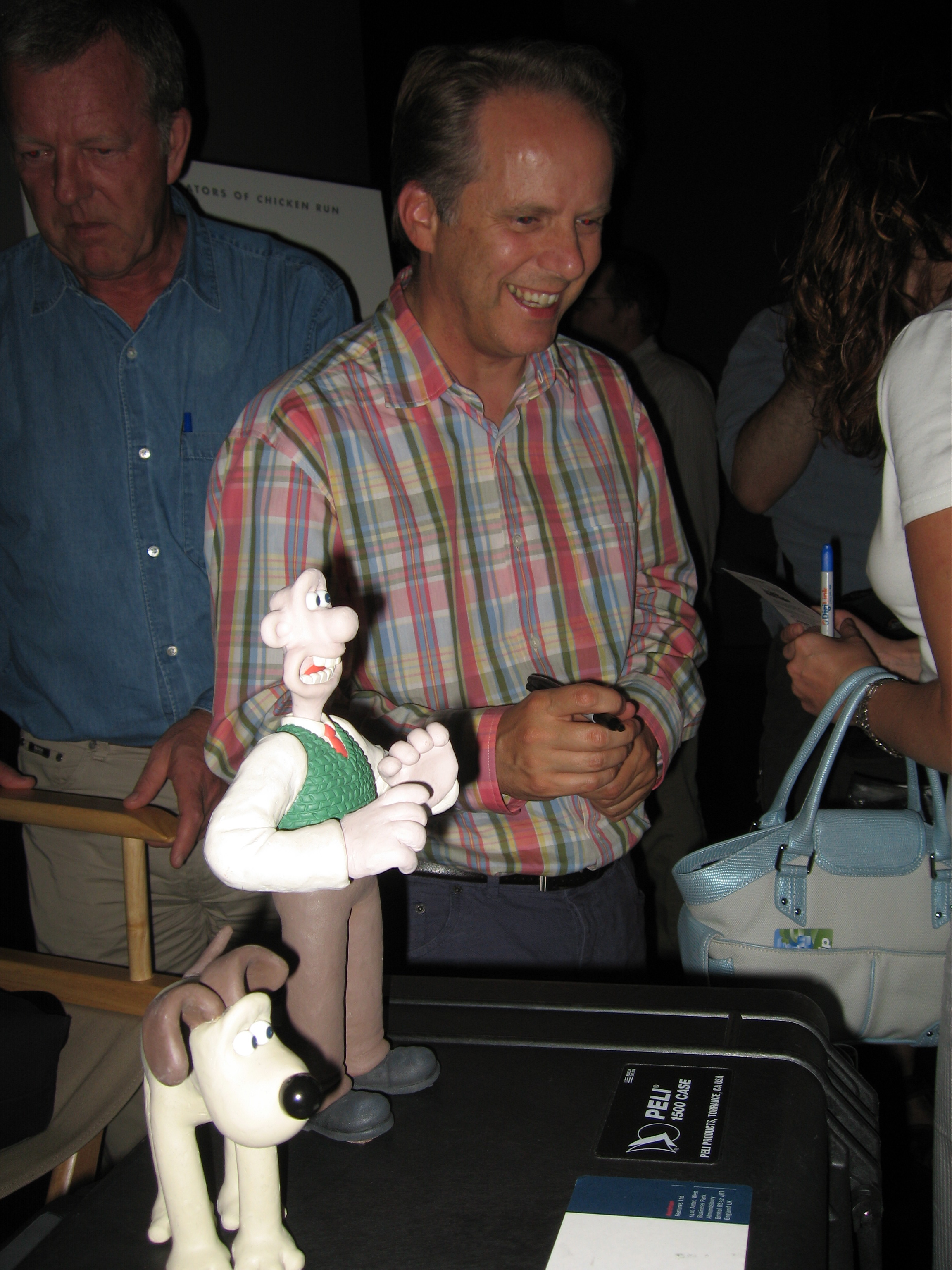
Громіт, Воллес та Нік Парк

Воллес і Громіт, також Воллес і Ґроміт (англ. Wallace and Gromit) — головні персонажі в серії з декількох короткометражних і одного повнометражного британських мультфільмів про винахідника і його собаку, створених Ніком Парком в студії Aardman Animations. Персонажі зліплені з пластиліну на дротяній основі та зняті методом покадрової анімації.
Воллес — легковажний винахідник, шанувальник сиру, але також полюбляє грінки. З напоїв переважно надає перевагу чаю. Є власником пса, на ім'я Громіт, який здається набагато більш розумним, ніж його господар. Живе за адресою West Wallaby Street, 62. Зазвичай його можна побачити в білій сорочці, коричневих вовняних штанях, зеленому в'язаному жилеті та червоній краватці. Судячи з усього, жилетки йому в'яже матір - у "Проклятті кролика-перевертня" Воллес каже, що Громіт зіпсував нову пурпурову жилетку, зв'язану мамою. Регулярно читає газети: Morning Post, Afternoon Post, Evening Post, The Daily Grind.
Ретривер Громіт живе разом з Уоллесом. Громіт безмовний, але його міміка дуже красномовна. Його день народження 12 лютого. Він любить в'язати, читати газети, готувати та слухати музику. Його улюблена платівка - "Puppy Love". Також, майно Громіта включає будильник, пензлик, щітку, фотографію з Воллесом в рамочці та невелику бібліотечку. Він уміло поводиться з електричним устаткуванням, крім того, він чуйний, кмітливий і винахідливий. Любить їсти кукурудзяні пластівці та читати книги. 
З цікавого: судячи з фото на стіні в їдальні, Громіт закінчив університет та має диплом, а Воллес колись мав густе каштанове волосся і вуса. Фото можна побачити в "Проклятті кролика-перевертня" та "Справі про смертельну випічку".
Дія відбувається в Англії, при цьому традиційні англійські споруди, інтер'єри, вулиці, паркани та пейзажі передані з великою ретельністю.
Нік Парк, творець Громіта, сказав: "Ми — нація любителів собак, і багато людей кажуть: «Моя собака дивиться на мене точно так само, як Громіт!».